# Bartheletia paradoxa
Bartheletia paradoxa Scheuer et al. – gatunek grzybów z typu podstawczaków

## Charakterystyka
Saprotrofy rozwijające się na opadłych liściach miłorzębu dwuklapowego (Ginkgo biloba). Szczepienie tego gatunku na liściach innych roślin (testowano 55 gatunków) przyniosło rezultaty jedynie w wypadku borówki bagiennej (Vaccinium uliginosum), jednak rozwój grzyba na takim substracie był znacznie słabszy. Wyniki badań filogenetecznych sprawiły, że gatunek ten, analogicznie do miłorzębu, jest określany mianem "żywej skamieniałości" wśród grzybów.

## Systematyka
Pozycja w klasyfikacji według Index Fungorum: Incertae sedis, Incertae sedis, Incertae sedis, Incertae sedis, Agaricomycotina, Basidiomycota, Fungi.
GSD: Click here to get an explanation of GSD’s
Gatunek (a także rodzaj) ten został po raz pierwszy opisany przez Gabriela Arnauda w artykule Mycologie concrète: genera II opublikowanym w Bulletin de la Société botanique de France z 1953 roku, jednak zawarty tam opis nie spełniał wymogów taksonomicznych. Nazwa rodzajowa została nadana na cześć Jeana Bartheleta, mykologa, który w 1932 r. zebrał pierwsze próbki zawierające ten gatunek grzyba.
Prawidłowa diagnoza taksonomiczna rodzaju Bartheletia i gatunku Bartheletia paradoxa została podana przez Christiana Scheuera, Roberta Bauera, Matthiasa Lutza, Edith Stabentheiner, Vadima Melnika i Martina Grube w artykule Bartheletia paradoxa is a living fossil on Ginkgo leaf litter with a unique septal structure in the Basidiomycota opublikowanym w „Mycological Research” z 2008 r:

Bartheletia paradoxa G. Arnaud ex Scheuer, et al., gen. sp. nov.
MycoBank no.: MB 511576 (Bartheletia)
MycoBank no.: MB 511577 (Bartheletia paradoxa)
Synonym: Bartheletia paradoxa G. Arnaud, Bull. Trimestriel Soc. Mycol. France 69: 300 (1954); as descr. gen.-spec., nom. inval. (Art. 36)
Fungus in foliis dejectis crescens. Sori conidiales in statu sicco ca 100–400 μm diam. Conidiophori ramosi. Cellulae conidiogenae graciles, holoblasticae, apicibus percurrentibus et/vel densissime distiche-sympodialiter proliferantibus. Conidia hyalina, unicellularia, bacilliformia, (15–)17–25(–28) × (2.5–)3(–3.5) μm, cicatricibus minutissimis. Teliosporae maturae crassitunicatae, (atro)fuscae, in teliis confertae vel intramatricales singularesque. Telia erumpentia, 150–850(–1200) μm diam. Basidia tenuistipitata, (20–)22–28(–30) μm diam., quadricellularia, longitudinaliter septata. Loci sporigeni basidiosporas aliquantum numerosas formant, primum complani, demum tumescentes, tandem paulum protuberantes. Basidiosporae ut conidia.
Typus: Austria: Steiermark (Styria): Graz, Geidorf District, Botanical Garden (Institute of Botany/Plant Sciences, University of Graz), 47°04'52N, 15°27'20E, alt. 380 m, on rotting leaves of Ginkgo biloba (♀) of the previous growing season, 27 Oct 2003, C. Scheuer 4935 (GZU — holotypus; HAL, LE, TUB, UPS — isotypi). This material contains germinated teliospores with basidia.

W artykule tym wyodrębniono dla tego rodzaju monotypową rodzinę Bartheletiaceae:

Bartheletiaceae R. Bauer, Scheuer, M. Lutz & Grube, fam. nov.
MycoBank no.: MB 511575
Familia basidiomycetum, teliosporis crassitunicatis et phragmobasidiis stipitatis, longitudinaliter septatis, statismosporis. Septa solum perforationibus plasmodesmatum similibus instructa, sine poro centrali.
Type: Bartheletia G. Arnaud ex Scheuer, R. Bauer, M. Lutz, Stabentheiner, Melnik & Grube.

W 2017 roku był jedynym znanym przedstawicielem monotypowej klasy Bartheletiomycetes, ale już w 2020 r. klasa ta uznana została za nieważną.